# Catedral de Nuestra Señora de la Gracia y el Santo Sepulcro (Cambrai)
La basílica catedral de Cambrai (en francés: Cathédrale Notre-Dame de Grâce de Cambrai) es una catedral católica que es, a la vez, una basílica y una antigua iglesia metropolitana (antigua sede del arzobispado de Cambrai, que reagrupa a las diócesis sufragáneas de Arras y de Lille). Está clasificada como monumento histórico de Francia desde el 9 de agosto de 1906.
Fue construida entre 1696 y 1703 en el sitio de un antiguo edificio del siglo XI como la iglesia de la abadía del Santo Sepulcro. Durante la Revolución francesa, la antigua catedral de Cambrai fue destruida, pero la iglesia de la abadía sobrevivió debido a que fue empleada como un templo de la Razón.